# The Golf Club 2019 featuring the PGA Tour
『The Golf Club 2019 featuring the PGA Tour』（ザ ゴルフクラブ 2019 フィーチャリング ザ PGA ツアー）は2018年10月5日に発売されたダウンロード専売のゴルフゲーム。

## 概要
『The Golf Club』シリーズ第3作目。英語版での配信となっているが、日本語版PlayStation 4でもプレーをすることができる。これまでの『The Golf Club』シリーズと同様に、スティックを下げ→上げするという行為でショットを行う。タイトルにもあるように、PGAツアーの大会が収録されており、これに出場することで成り上がっていくことがゲームの目的である。『みんなのGOLF』シリーズなどとは違い、プレー中はBGMは流れない。

## コースエディットモード
本作は『The Golf Club』や前作『The Golf Club 2』と同様にコースエディットモードが収録されており、プレーヤー自らがゲーム内でゴルフコースを設計できる。フェアウェイの配置や起伏、樹木、バンカーの配置をすることができる。また建物や岩場を設置することもできる。また、水面を設置するコマンドを選ぶことで、滝や水場を設置することもできる。ティー位置やグリーン上のピン位置も複数パターン設置することができるなど、できることはかなり多い。
完成したコースはオンラインに投稿することができる。オンライン投稿後のコース修正は一切不可であり、テストプレイはしっかりと行う必要がある。他のユーザーが投稿したコースをプレーすることもできる。また、『The Golf Club 2』で自作したコースについては本作にインポートし、再投稿することも可能。

## その後のシリーズ展開（ゴルフ PGAツアー 2K）
2020年8月21日に発売され、本作の続編に相当する日本語にも対応した『ゴルフ PGAツアー 2K21』にもコースエディットモードが収録されており、また、本作で設計したコースをインポートする機能が搭載されている。そのため、『2019』で設計したコースを『2K21』で再投稿ができる。因みに、日本語に対応したコースエディットがあるゴルフゲームでは『エンジョイゴルフ（2005年、PS2、日本テレネット）』や、『ゴルフモデラ（スマートフォンゲーム、現在はサービス終了）』以来の発売となる。
2022年10月14日には続編『ゴルフ PGAツアー 2K23』も発売された。タイミング押しの「3クリックスイング」も搭載され、引き続きコースエディットモードが収録された。『2K21』のコースをインポートする機能もある。また2K公式が設計したコースや、実在コース（ペブルビーチ・ゴルフリンクスやパインハーストNo.2コース等）がアップデートで追加された。
2025年2月28日には『ゴルフ PGAツアー 2K25』も発売された（対応機種はPlayStation 5などであり、PS4では販売されない）。これに先んじて、同年2月5日に「体験版」が無料配布された。当体験版では、アメリカのアリゾナ州のゴルフ場「TPCスコッツデール」のINコースを遊ぶことができる。ショット方式が一新され（2K公式では「エボスイング」と呼んでいる）、製品版にあるコースエディットモードにリニューアルが施され、水場を自由に張りつけるツールの他、シリーズで初の「桜の木（ゲーム内では「チェリー」と表記）」を設置できるようになった。『2K23』のコースをインポートする機能もある。